# Cephalaria paphlagonica
Cephalaria paphlagonica är en tvåhjärtbladig växtart som beskrevs av Jevgenij Grigorjevitj Bobrov. Cephalaria paphlagonica ingår i släktet jätteväddar, och familjen Dipsacaceae. Inga underarter finns listade i Catalogue of Life.